# 乌鲁克恰提设治局
乌鲁克恰提设治局，民國時設置於新疆省的設治局，今新疆维吾尔自治区乌恰县。“乌鲁克恰提”系柯尔克孜语，意为“大峡谷”。

## 历史沿革
原为疏附县乌鲁克恰提县佐]，民国九年12月置，驻乌鲁克恰提（今新疆乌恰县西北乌鲁克恰提镇）。新疆县佐与原县大多“划分疆界，粮税、差徭”，实际上成为与县相近的独立行政区划。其后，南京政府规定县不设县佐。乌鲁克恰提县佐辖区未达设县标准，于民国十九年（1930年）10月改置为乌鲁克恰提设治局。民国二十五年（1936年）改置为县，三十六年间补办法律手续。